# 林肯鎮區 (明尼蘇達州馬歇爾縣)
林肯鎮區（英語：Lincoln Township）是位於美國明尼蘇達州馬歇爾縣的一個行政鎮區。

## 歷史
林肯鎮區於1882年設立，得名自亚伯拉罕·林肯，第十六任美國總統。

## 地方資料
林肯鎮區的面積為92.09平方千米，皆為陸地。根據2020年美國人口普查的數據，當地共有人口81人，而人口密度為每平方千米0.88人。